# Phareae
Phareae, tribus trava smješten u potporodicu Pharoideae. Postoje tri priznata roda sa 12 vrsta.
Ime dolazi po rodu farus (Pharus).

## Rodovi
1. Pharus R. Br. (7 spp.)
2. Leptaspis R. Br. (3 spp.)
3. Scrotochloa Judz. (2 spp.)